# بيل براون (سياسي)
بيل براون (بالإنجليزية: Bill Brown)‏ هو نقابي وسياسي أسترالي، ولد في 4 ديسمبر 1920 في ملبورن في أستراليا، وتوفي في 26 يونيو 2001 في أستراليا. حزبياً، نشط في حزب العمال الأسترالي. وقد انتخب عضو مجلس الشيوخ الأسترالي ‏ عن دائرة فيكتوريا (1 يوليو 1971 – 30 يونيو 1978) وانتخب عضو مجلس الشيوخ الأسترالي ‏ عن دائرة فيكتوريا (19 نوفمبر 1969 – 20 نوفمبر 1970).